# 朱拉·亚库比斯科
朱拉·亚库比斯科（1938年4月30日—2023年2月24日），斯洛伐克电影导演。他在1967年至2008年间导演过15部大电影，经常身兼摄影指导，亦时常参与剧本编写。2000年，电影评论界及媒体将亚库比斯科评为20世纪斯洛伐克最佳电影导演。其作品通常被认为具有魔幻現實主義风格。

## 生平
亚库比斯科在进入电影行业之前，曾经当过布拉迪斯拉发一家应用艺术中学的静态摄影教师和一家电视公司的职员。1960年，亚库比斯科赴布拉格表演艺术学院电影电视学院学习电影导演，并于1965年毕业后与阿尔佛雷德·雷铎进入布拉格的魔幻灯罩剧院工作，此后开始导演试验短片，并因此收获国际好评。
亚库比斯科的第一部正式电影作品是曾斩获一项國際影評人協會奖项及一项约瑟夫·冯·斯坦伯格奖的《至关紧要的岁月》，第二部作品《Deserters and Pilgrims》于上映后获威尼斯电影节展示，并为他夺得一项新人导演小狮子奖。
亚库比斯科的电影事业经常受到各种政治因素的影响。布拉格之春发生后，以苏联为首的华沙条约组织入侵斯洛伐克后，他的作品遭到当局审查。捷克斯洛伐克正常化后，亚库比斯科只导演了几部纪录片，而他在1976年导演的《Tri vrecia cementu a živý kohút》于两年后方才得以上映。
亚库比斯科于1979年推出的电影《Postav dom, zasaď strom》因为含有反政权元素而一度遭到禁播。解禁后，该片在阿姆斯特丹举办的一场影展上反响积极，促使亚库比斯科重拾信心，随即进入高产期。1983年，亚库比斯科推出电影《千年蜂皇》，该片上映后连续几周内，各大电影院的电影票都供不应求，此后更一路在塞维利亚和威尼斯举办的影展上夺取若干奖项，被公认为是1980年代捷克斯洛伐克最优秀的电影。
1985年，亚库比斯科推出儿童电影《白雪精灵》，并邀请好友费德里柯·费里尼的妻子朱列塔·玛西纳担任主演。
1989年，亚库比斯科推出电影《潇洒上枝头》。1990年，《潇洒上枝头》在莫斯科電影節上夺得最高大奖，同年亚库比斯科于20年前被捷克斯洛伐克共产主义当局禁播的电影《地狱见，我的朋友》也得以上映。
1993年捷克斯洛伐克分裂后，亚库比斯科与妻子搬到了布拉格，并创立了一个制片公司。
1997年，亚库比斯科推出讽刺电影《关于世界末日的不明确报告》，用以影射法国预言家諾斯特拉達穆斯的预言，上映后获得四项捷克獅獎。
1998年，亚库比斯科加入欧洲电影学会，同年获得Taos Talking Pictures Film Festival公司颁发的创新成就奖（英語：Maverick Award）。2000年，亚库比斯科被编剧界评为20世纪斯洛伐克最优秀导演，并凭借对国际电影界的贡献于贝尔格莱德获颁金印草。
2001年6月，亚库比斯科被母校布拉格表演艺术学院电影电视学院聘为讲师，同年获布拉格马萨里克艺术学院颁发终身成就奖。2002年，亚库比斯科凭借其艺术成就再次获得捷克狮奖，并获斯洛伐克政府授予普里比那十字勋章。
2004年，亚库比斯科推出爱情电影《做爱后动物感伤》，由法蘭高·尼路主演。
2008年，亚库比斯科的第一部英语电影《吸血女伯爵》上映，由安娜·弗里尔扮演主角巴托里·伊莉莎白，而最初曾出现在主角名单中的演员芳姬·詹森则未有参演。2007年，亚库比斯科制片公司的两名员工从布拉格的一个工作室内盗取了《吸血女伯爵》的拷贝版本，并向制作方索取1.2万英镑，否则将把影片发布到网上。两人很快便被逮捕，并各自因敲诈未遂被判处八到十个月拘留。影片最终也没有提前在网上流出，而是于2008年7月10日在卡罗维发利国际电影节上首映。
2012年5月，亚库比斯科在布拉格接受心脏移植手术。
亚库比斯科于2013年出版首部个人传记。他还曾为《白雪精灵》制作续集，并定在2022年冬天上映。2023年2月24日，亚库比斯科在布拉格去世。